# François Theodor Dipo
François Theodor Dipo (18. april 1815 i Frankrig (døbt 19. april i Montmédy) – 24. oktober 1865 i København) var en dansk valdhornist.
Han var søn af militærmusiker Anthon Dipo (ca. 1770-1832) og stammede fra Montmédy, hvor faderens regiment var garnisoneret. Fire år gammel kom han 1819 med familien til Danmark, hvor faderen og to af François Theodors brødre var blevet hvervet til Hæren. 
Dipo blev elev hos valdhornist, kongelig kapelmusikus Caspar Heinrich Bernhard Andersen og søgte i 1828 om optagelse som valdhornistelev i Det Kongelige Kapel (han underskriver sig: "Franzwar Theodor Dypo"); dette lykkedes dog først i 1831. Han avancerede hurtigt til første valdhornist i Kapellet og arrangerede også selvstændigt koncerter, således i 1854 en aftenunderholdning på Hofteatret med deltagelse af H.C. Lumbye.
Det fremgår af Hofmarskallatets journal at "Hans Fader Musikmester Anthon Dipo ved det 2. jyske Inf. Reg. + 23/4 1832, efterlader sig Kone og Børn i de beklagelsesværdigste Omstændigheder". Dipo var således ofte i dyb armod, hvilket ses af hans mange ansøgninger om gratialer, forskud og eftergivelse af gæld; således allerede i 1832, hvor han "havde forinden aldeles ingen Understøttelse og har dertil i de sidste Maaneder været meget syg, hvorved han saaledes er sat tilbage, at han ikke har de nødvendige Klædningsstykker".
I 1860 ansøgte Dipo om stadsmusikantembedet i København, der netop var blevet ledigt. Han skrev "Et Sygdomstilfælde som en Forkjølelse har paadraget mig, Lader mig desværre befrygte at jeg kun en kort Tid vil være istand til at behandle mit Instrument, og saaledes ikke længer kunne opfylde mine Pligter som Capelmusicus, og vover jeg, der har en talrig Familie, Kone og 10 Børn, at sætte mit Haab til gunstigst at komme i Betragtning ved Besættelsen af det ansøgte Embede." Han blev også indstillet til embedet, som uheldigvis for Dipo blev afskaffet samme år. Han døde af brystsyge den 24. oktober 1865 og blev begravet 29. oktober fra Holmens Kirke.
François Theodor Dipo blev gift hjemme hos præsten (Christiansborg Slotskirke) 25. oktober 1835 med Anna Kirstine Petersen, datter af ridende artillerist, senere opsigtsbetjent ved Frederiksberg Slot Rasmus Petersen og Maren Christensdatter/Hansen (17. marts 1816 i København - 9. april 1892 sammesteds). Ved ægteskabet var hun koristinde ved Det Kongelige Teater. Hun kaldte sig senere: Anna Christiane Dipo. 
François Theodor Dipo var katolik og forpligtede sig ved brylluppet til at opdrage sine børn i den evangelisk-lutherske tro. 